# سید هبة الدین شهرستانی
سید محمدعلی حسینی شهرستانی معروف به هبة‌الدین شهرستانی، روحانی شیعه و عالم و مجتهد بزرگ عراقی، مفسر قرآن، مجاهد و مبارز و یکی از بزرگان و وحدت‌گرایان جهان اسلام بود.

## تولد و نسب
سید هبة‌الدین شهرستانی در بامداد ۲۴ رجب سال ۱۳۰۱ قمری، در سامرا به دنیا آمد. پدرش سید حسین حائری کاظمی، عالمی وارسته و متدین بود و بیشتر وقت خود را به تحقیق در مسائل دینی و معنوی می‌گذراند. سید حسین حائری کاظمی مولف چهار کتاب «الفتوحات الغیبیه فی الخطوم»، «الاحراز»، «الادعیه» و «دموع الشمعه فی ادعیه لیله الجمعه» بوده است. مادر هبة‌الدین، مریم نام داشت که از سادات اصفهانی و از فرزندان میرزا محمدمهدی شهرستانی بود. مریم زنی تحصیل‌کرده و فاضل بود که در ریاضیات، تاریخ کشورها و سلسله‌ها، ادبیات و شعر تبحر داشت. نسب هبة‌الدین شهرستانی با سی واسطه به زید بن علی بن الحسین می‌رسد.
در نحوه ولادتش نقل شده:
در بامداد سه‌شنبه بیست و چهارم این ماه میرزاعلی شهرستانی (فرزند سید محمد حسین شهرستانی)، دانشور ارجمند سامرا، به خانه سید حسین عابد شتافته، وی را از رازی سترگ آگاه ساخت. سخن میرزا علی كوتاه و روشن بود: دیشب طنین مهرآمیز آوایی، سكوت سنگین رؤیایم را شكست و گفت: فردا نوزاد مریم پای به گیتی می‌دهد. او را محمدعلی بخوانید و هبة‌الدین لقب نهید.

## تحصیل
سید هبةالدین شهرستانی دوران کودکی خود را در کربلا گذراند. آموزش رسمی‌اش از سن ده سالگی آغاز شد که به تحصیل مقدمات علوم اسلامی پرداخت و در طول ۹ سال، صرف و نحو، منطق، عروض، بیان، بدیع، حدیث، درایه، رجال، فقه و اصول سطح متوسط، تاریخ، هیئت، حساب و ریاضیات را در کربلا به پایان رساند. در این مدت به فراگیری الملل و النحل و مسائل فلسفی و کلامی نیز پرداخت و با توانایی بالایی که داشت به نگارش کتاب‌هایی به نثر و نظم در این علوم پرداخت. پدرش سید حسین حائری کاظمی در ذیقعده ۱۳۱۹ قمری در سن هفتاد سالگی درگذشت. لذا هبةالدین در سن نوزده سالگی، اندکی پس از مرگ پدرش، در ۲۱ شعبان ۱۳۲۰ قمری کربلا را به مقصد نجف ترک کرد. وی در نجف از مکتب اساتیدی چون ملا محمد کاظم خراسانی، سید محمدکاظم طباطبایی یزدی و فتح‌الله غروی اصفهانی بهره برد. در سال ۱۳۲۳ قمری، نزد محمدباقر اصطهباناتی به فراگیری علم پرداخت و از دروس او بهره برد. در همین دوره کتاب «اداء الفرض فی سکون الارض» را تألیف کرد. اندکی بعد با دانش جدید نجوم و ستاره‌شناسی آشنا شد. او به دنبال این دانش رفت و تصمیم گرفت کتاب «نقض الفرض فی اثبات حرکه الارض» را بنویسد. پس از مدتی در سال ۱۳۲۴ قمری شروع به نگارش کتاب «الهیئه و الاسلام» کرد و نظریات جدید خود را در نجوم و ستاره‌شناسی بر اساس علوم اسلامی در آن مطرح کرد. این کتاب یک رساله فلسفی - سیاسی بود که به هماهنگی و تطبیق احکام اسلام با برخی از جنبه‌های تمدن و فرهنگ غرب، یعنی اکتشافات علمی، به ویژه علم نجوم و فلسفه‌های جدید می‌پرداخت. البته او عمدتاً بر شریعت و میراث اسلامی تکیه داشت. نگارش آن احتمالاً تا سال ۱۳۳۰ قمری طول کشید. سید هبةالدین شهرستانی تحصیلات دینی خود را نیز در حوزه علمیه نجف ادامه داد و سرانجام در زمره مجتهدان شیعه قرار گرفت.
وی علاوه بر علوم متعارف اسلامی، به تحصیل علوم جدید نیز پرداخت. سید هبةالدین شهرستانی از دوران جوانی به فردی روشنفکر، دانا، کوشا و آگاه به افکار نو و اصلاح طلبانه شهرت داشت. او از همان ابتدا با علما و متفکران مشهور اهل سنت از جمله مفتی مصری محمد عبده، محمد رشید رضا مدیرمسئول مجله المنار و ناشران و نویسندگان مجلاتی مانند المقتطف و الهلال ارتباط فکری برقرار کرد. او پیوند محکمی بین پایگاه‌های علمی جهان تشیع و مراکز فرهنگی مصر و سوریه برقرار کرد و در نتیجه مقالات، اشعار و گزارش‌های او در مجلات جهان عرب منتشر شد.
سید هبةالدین شهرستانی تدریس فلسفه و علوم عقلی طرد شده را در حوزه‌های علمیه رواج داد و در سخنرانی‌ها و تألیفات مختلف خود، همواره طلاب و مردم را به فراگیری علوم جدید فرا می‌خواند.

## اقدامات سیاسی - اجتماعی
- تاسیس مدرسه اسلامی «اصلاح» در بحرین[۱۳][۱۴]
- تاسیس مدرسه «اسلام» در بحرین[۱۳][۱۴]
- تاسیس «دعوتخانه» در بحرین برای دعوت مردم به دین اسلام برای خنثی‌سازی فعالیت‌های مبلغان مسیحی در بحرین[۱۳][۱۴]

سید هبةالدین شهرستانی پس از اطلاع از تبلیغات گسترده مبلغان مسیحی در بحرین و گرویدن گروهی از مردم به مسیحیت، در رمضان ۱۳۳۰ قمری به آنجا رفت و به تحقیق در مورد ادعاها و تشکیلات مبلغان مسیحی پرداخت و سپس دو مدرسه اسلامی جدید به نامهای «اصلاح» و «اسلام» را برای آموزش کودکان و نوجوانان تأسیس کرد. علاوه بر این، سخنرانی‌هایی ایراد کرد و انجمن‌های مختلف اسلامی را تشکیل داد و سرانجام تمامی تلاش‌های مبلغان مسیحی را ناکام گذاشت.
- پشتیبانی و حمایت از مسلمانان هند در جهت استقلالشان

سید هبةالدین شهرستانی بحرین را به مقصد هند ترک کرد، زیرا مسلمانان هند تحت فشار شدید سیاسی - فرهنگی بریتانیا، هندوهای افراطی و علمای متحجر آنجا بودند. در آن کشور سخنرانی‌هایی ایراد کرد و مقالاتی در مجلات مختلف به چاپ رساند و انجمن‌های اسلامی متعددی تأسیس کرد. سپس تصمیم گرفت به ژاپن سفر کند، اما با شروع جنگ جهانی اول در رمضان ۱۳۳۲ قمری از این کار منصرف شد و به یمن و از آنجا به حجاز و سپس به نجف بازگشت. او می‌خواست با ایجاد یک انجمن مرکزی در نجف، همه سازمان‌ها و انجمن‌های اسلامی را متحد و پیوندی فعال بین آنها ایجاد کند، اما با ادامه جنگ جهانی اول تلاش‌هایش ناکام ماند.
- مشارکت فعال در تاسیس مجله «المرشد»[۱۳][۱۴]
- حمایت از جنبش مشروطه ایران

در سال ۱۳۲۴ قمری در جریان نهضت مشروطه ایران، علاوه بر انتشار مقالات و ایراد سخنرانی در حمایت از آن، در جلسات آشکار و پنهان مشروطه خواهان نیز شرکت می‌کرد.
- انتشار ماهنامه دینی، فلسفی و علمی «العلم»

سید هبةالدین شهرستانی انتشار مجله «العلم» را در سال ۱۳۲۸ قمری در نجف آغاز کرد که تقریباً دو سال ادامه داشت. گفته شده رویکرد اصلاحی این مجله تا آن زمان در حوزه علمیه نجف بی‌سابقه بوده و به همین دلیل درگیری‌های نوشتاری بین هبةالدین و سید عبدالحسین شرف‌الدین عاملی رخ داده است. این مجله یکی از مهم‌ترین مجلات فکری و سیاسی آن زمان بود. مقالات آن عموماً خصلت خاصی داشت و این ایده را منتشر می‌کرد که بین اسلام و علم تضادی وجود ندارد. این مجله به همان اندازه که مورد استقبال اندیشمندان و علمای حوزه‌های علمیه عراق قرار گرفت، مورد انتقاد مخالفین نیز قرار گرفت و بدین ترتیب انتشار آن دو سال بیشتر دوام نیافت.
- تاسیس «کتابخانه عمومی الجوادین» در کنار حرم کاظمین در سال ۱۳۶۰ قمری[۱۳][۱۶][۱۴]
- مقابله علیه دولت‌های استعمارگر در طول جنگ جهانی اول[۱۳][۱۴]
- ایجاد پیوند و هماهنگی ناگسستنی بین مراکز فرهنگی شیعه و سنی در عراق، مصر و سوریه[۱۵]

### مسئولیت‌ها
- وزیر معارف کشور عراق[۱۴]

در سال ۱۳۳۹ قمری، هبةالدین به عنوان وزیر معارف عراق انتخاب شد، اما به دلیل اقداماتی که در جهت اصلاح نظام آموزشی انجام داد و مورد پسند دولت وقت قرار نگرفت، لذا در سال ۱۳۴۰ قمری از این سمت استعفا داد. دوره وزارت سید هبةالدین شهرستانی حدود یازده ماه به طول انجامید. با این حال همیشه به تحقیق و تالیف مشغول بود. برخی از اصلاحاتی که در این مدت انجام داد عبارتند از:
1. گرفتن پُست‌های اداری از مقامات و اساتید خارجی و دادن آن‌ها به کارکنان و معلمان وطنی و خالی کردن وزارت معارف از خارجی‌ها.
2. برکنار کردن مستشار انگلیسی وزارت معارف عراق.
3. اعزام تعدادی از دانش‌آموزان به سوریه و اروپا برای تحصیل.
4. تاسیس مدارس متعدد در سراسر عراق و مدارس سیار برای عشایر، دبیرستان‌ها و مدارس فنی در ایالت‌ها، بدون افزایش بودجه دولتی.
5. تشکیل شوراهای آموزش و پرورش در ایالت‌های عراق به ریاست استاندار هر ایالت. تشکیل انجمنی در بغداد که کمیته مرکزی این شوراها بود. این شوراها تأثیر بسزایی در توسعه علم، اخلاق و بالا بردن روحیه مردم عراق داشتند.
6. برنامه‌ریزی و تخصیص بودجه دولتی برای مقاصد آموزشی با کمک گرفتن از سرمایه‌داران عراقی.
7. ایجاد ساختمان‌های جدید برای مدارس و بازپس‌گیری مدرسه صنعتی بغداد تحت اشغال انگلیس با سایر موقوفات آن.
8. تغییر اصول تدریس به سبک خوب و صحیح با مشورت و موافقت نظرات دانشمندان بزرگ و تقسیم حوزه‌های آموزشی به پنج منطقه که وزارت آموزش و پرورش ایران نیز پس از یک سال این طرح را تطبیق و اجرا کرد.
9. توجه ویژه به مسایل دینی و اقامه نماز جماعت در مدارس به ویژه در دارالمعلمین‌های عراق.

- ریاست دیوان عالی عراق معروف به «مجلس تمییز جعفری» برای یازده سال[۱۴][۲۰]

در سال ۱۳۴۲ قمری به دستور دولت عراق و تأکید علمای وقت، سید هبةالدین شهرستانی ریاست دیوان عالی عراق را بر عهده گرفت که بعدها به «مجلس تمییز جعفری» معروف شد. تلاش برای ساماندهی دادگاه‌های حقوقی و پیوند آنها با دیوان عالی کشور، انتخاب قضات صالح، تعیین احکام و تنظیم مقررات لازم در دادرسی، بخشی از اقدامات هبةالدین در این سمت بوده است.
- نمایندگی مجلس شورای ملی کشور عراق[۱۲]

در سال ۱۳۵۲ قمری به درخواست مردم بغداد، سید هبةالدین شهرستانی به عنوان نماینده بغداد در مجلس شورای ملی عراق انتخاب شد و تا زمان انحلال آن مجلس، در این سمت فعالیت داشت.

### اصلاحات و اقدامات برای وحدت مسلمین
سید هبةالدین شهرستانی برای تبلیغ دین اسلام به هندوستان رفت تا بعد از دیدار با علمای آنجا و نشست‌ها و تشکیل انجمن مذهبی به ژاپن برود، ولی دیدار او با سید جلال‌الدین کاشانی مسیرش را عوض کرد. سید جلال‌الدین کاشانی که مدیر مسٔول و نویسنده نشریه حبل‌المتین بود، سفر به ژاپن را بی‌فایده می‌دانست. از این رو، سید هبة‌الدین به یمن رفت و از آنجا به حجاز، سوریه، لبنان و ایران سفر كرد و سپس به نجف بازگشت. سید هبةالدین شهرستانی می‌خواست که در هر سرزمینی، انجمن مذهبی تشکیل و آن را با انجمن مرکزی نجف پیوند دهد تا در مواقع حساس، این نیروها وارد عمل شده و از مرزهای اعتقادی دین اسلام، پاسداری کنند.

### دفاع از عراق
در سال ۱۳۳۲ قمری در جریان جنگ جهانی اول، سید هبةالدین شهرستانی به همراه روحانیونی چون فتح‌الله غروی اصفهانی، آخوند خراسانی و سید مصطفی کاشانی، پرچم حرم علی بن ابی‌طالب را به دست گرفتند و برای دفاع از کشور عراق عازم جبهه‌های نبرد شدند. هبةالدین همچنین در مبارزات شیعیان عراق شرکت فعال داشت و در پیروزی انقلاب عراق در سال ۱۳۳۸ و استقلال این کشور نقش مؤثر و سازنده‌ای ایفا کرد و به همین دلیل نیز مدتی در شهر حله زندانی شد.
سید هبةالدین شهرستانی از رهبران مبارزات انقلاب عراق بود. از اوایل سال ۱۳۲۳ قمری تا اواخر ربیع‌الثانی سال ۱۳۳۴ قمری برای هماهنگی نیروها و مقابله علیه دشمنان عراق به سرتاسر این کشور سفر کرد و در این مدت از کرانه‌های فرات تا بصره و از کرانه‌های دجله تا کوت را طی کرد تا به خنثی کردن توطئه‌های دشمنان بپردازد. وی همواره برای جذب نیروهای مردمی مؤمن تلاش می‌کرد. نهایتا در سال ۱۳۳۸ قمری به جریان اصلی انقلاب عراق پیوست و به رهبری میرزا محمدتقی شیرازی با دشمنان کشور و استعمارگران غربی به مبارزه پرداخت. در بحبوحه این کشمکش‌ها، میرزا محمدتقی شیرازی از دنیا رفت و هبةالدین دستگیر و با گروهی دیگر به اسارت درآمد و در دادگاه عمومی جنگ به اعدام محکوم شد. نه ماه از دستگیری وی می‌گذشت که در سال ۱۳۳۹ قمری دولت انگلیس حکم عفو عمومی صادر کرد و او از زندان آزاد شد.

### گاه‌شماری فعالیت‌ها
سید هبةالدین شهرستانی اگرچه بیش از نیمی از عمر خود را به دلیل بیماری چشم، کم‌بینا و نابینا بود، کارنامه‌ای بزرگ و پربار از خود به جای گذاشته است. گاه‌شماری از مسیر زندگی و مهم‌ترین فعالیت‌های وی بدین شرح است:

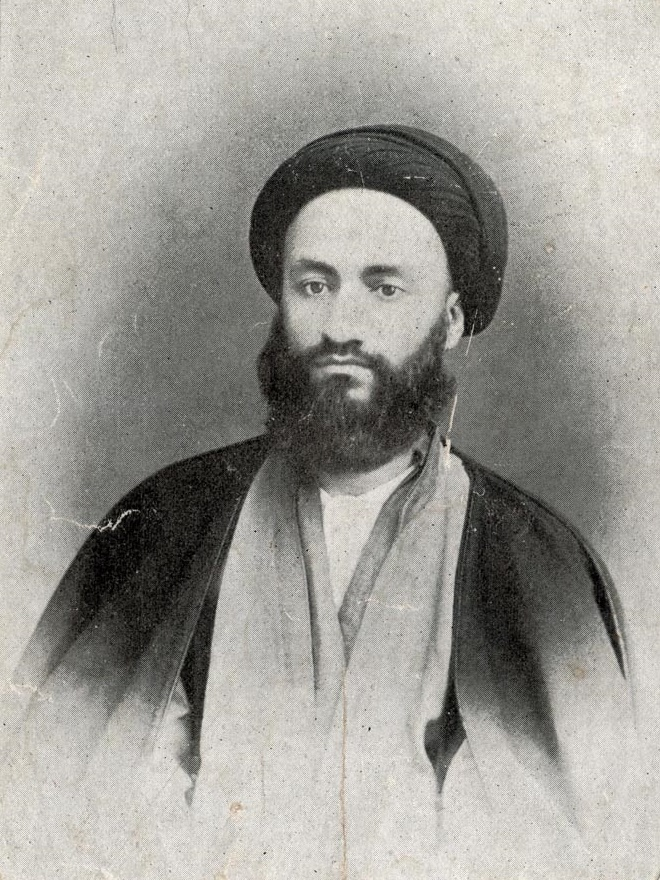
سید هبةالدین شهرستانی، حوالی ۱۳۳۲ قمری.

- ۲۴ رجب ۱۳۰۱ قمری، تولد سید هبةالدین شهرستانی
- ۱۳۱۱ قمری، شروع به تحصیل در مدارس اسلامی کربلا.
- ذیقعده ۱۳۱۹ قمری، فوت پدر سید هبةالدین شهرستانی
- ۲۱ شعبان ۱۳۲۰ قمری، رفتن از کاظمین و کربلا به نجف برای ادامه تحصیلات.
- رمضان ۱۳۲۰ قمری، سفر تبلیغی به بحرین و خنثی‌‏سازی فعالیت‌های مبلغان مسیحی.
- رمضان ۱۳۲۰ قمری، بنیانگذاری دو مدرسه اسلامی به نامهای اصلاح و اسلام در کشور بحرین.
- ۱۳۲۳ قمری، شرکت در درس محمدباقر اصطهباناتی با متن شرح چغمینی.
- ۱۳۲۳ قمری، تألیف کتاب «اداء الفرض فی سکون الارض».
- ۱۳۲۴ قمری، شرکت در جلسات مشروطه ‏خواهان ایران در نجف و فعالیت برای آن.
- ۱۳۲۴ قمری، تألیف کتاب «نقض الفرض فی اثبات حرکه الارض».
- رمضان ۱۳۲۴ قمری، آغاز تألیف کتاب «الهیئه و الاسلام».
- ۱۳۲۸ قمری، انتشار ماهنامه دینی، فلسفی و علمی «العلم».
- شوال ۱۳۳۰ قمری، افتتاح انجمن «جمعیه خدمه الإسلام» در شهر بغداد.
- ذیقعده ۱۳۳۰ قمری، افتتاح انجمن «الجامعه الاسلامیه».
- محرم ۱۳۳۱ قمری، افتتاح انجمن «جمعیه الاصلاح» در بحرین.
- ۱۳۳۱ قمری، افتتاح انجمن «جمعیه الاتفاق العلماء» در کشور عمان.
- ربیع‌الاول ۱۳۳۱ قمری، مسافرت به هندوستان و استقبال گرم مردم و مسئولین.
- ربیع‌الاول ۱۳۳۱ قمری، ارشاد مردم هندوستان و مبارزه با خرافات و بدعت در آنجا.
- ربیع‌الاول ۱۳۳۱ قمری، افتتاح انجمن «جمعیه جندالله» در شهر کلکته هندوستان.
- جمادی‌الاول ۱۳۳۱ قمری، افتتاح انجمن « جمعیه آل محمد» در باهه.
- جمادی‌الثانی ۱۳۳۱ قمری، افتتاح انجمن «جمعیه انتشار اسلامی» در شهر الله‌آباد هندوستان.
- شعبان ۱۳۳۱ قمری، افتتاح انجمن «جمعیه التقویه» در جابیس.
- ذیحجه ۱۳۳۱ قمری، افتتاح انجمن «جمعیه اهل الحق» در کشور یمن.
- ذیحجه ۱۳۳۱ قمری، رفتن به زیارت حج.
- ذیحجه ۱۳۳۱ قمری، تألیف کتاب «ادعیه القرآن».
- ذیحجه ۱۳۳۱ قمری، سفر به سوریه، لبنان، ایران و بصره.
- ۱۳۳۲ قمری، سفر به یمن.
- محرم ۱۳۳۳ قمری، فتوای سید هبةالدین شهرستانی مبنی بر جهاد علیه بریتانیا، فرانسه و روسیه.
- ۲۳ محرم ۱۳۳۳ قمری، خوانده شدن فتوای سید هبةالدین شهرستانی در مساجد و دعوت مردم به شرکت در جهاد.
- ۲۱ محرم ۱۳۳۴ قمری، رسیدن لشگر مجاهدان علیه استعمار به رهبری سید هبةالدین شهرستانی به بغداد.
- ۱۳۳۸ قمری، افتتاح سازمان سرّی «الجمعیه الوطنیه الاسلامیه» در جهت مقابله با استعمارگران انگلیسی.
- ۲۲ رمضان ۱۳۳۹ قمری، صدور حکم اعدام برای سید هبةالدین شهرستانی به خاطر مبارزات وی.
- ۱۳۳۹ قمری، آزادی از زندان پس از نه ‏ماه اسارت.
- ۱۳۳۹ قمری، رهایی از زندان و لغو حُکم اعدام سید هبةالدین شهرستانی به خاطر اعلام عفو عمومی.
- ۲۵ محرم ۱۳۴۰ قمری، انتساب سید هبةالدین شهرستانی به عنوان وزیر در وزارت معارف کشور عراق.
- ۲۰ ذیحجه ۱۳۴۰ قمری، استعفا از سمت وزارت معارف عراق.
- ۱ محرم ۱۳۴۲ قمری، انتساب سید هبةالدین شهرستانی به ریاست دیوان عالی کشور عراق موسوم به «مجلس تمییز جعفری».
- ۱۳۴۲ قمری، بیماری چشم و اختلال در دیدن و آغاز کم بینایی و در ادامه نابینایی.
- جمادی‌الاول ۱۳۴۴ قمری، افتتاح و انتشار مجله «المرشد» در بغداد.
- ۱۳۴۵ قمری، جراحی چشم و بهبودی موقت.
- ۱۳۴۹ قمری، سفر به سوریه برای درمان چشم.
- ۱۳۵۳ قمری، استعفا از سمت ریاست دیوان عالی کشور عراق موسوم به «مجلس تمییز جعفری».
- ۱۳۵۳ قمری، شرکت در انتخابات مجلس شورای ملی کشور عراق.
- ۱۳۵۳ قمری، انتخاب توسط مردم بغداد برای نمایندگی مجلس شورای ملی کشور عراق.
- ذیقعده ۱۳۵۳ قمری، انصراف از نمایندگی مجلس به دلیل بحران‏ و انحلال مجلس شورای ملی کشور عراق.
- ۱۳۵۴ قمری، آغاز افتتاح «کتابخانه عمومی الجوادین» یا «مکتبه الجوادین العامه» در صحن حرم کاظمین.
- ۲۶ شوال ۱۳۸۶ قمری، وفات وی.

## آثار
سید هبةالدین شهرستانی یکی از پُرکارترین نویسندگان شیعه بوده که تألیفات و آثار او بالغ بر یکصد جلد کتاب و رساله در علوم و زمینه‌های مختلف اسلامی به زبان‌های عربی و فارسی است. در جای دیگر، تعداد تألیفات او را بیش از سیصد و پنجاه جلد ذکر کرده‌اند. نام برخی از آن‌ها در اینجا آورده شده است:

### علوم قرآنی
- المحیط: تفسیر قرآن گسترده‌ای است که در هشت جلد و با روشی خاص نگاشته شده است ولی کامل نیست.
- حجه الاسلام: خلاصه کتاب المحیط ذکر شده در بالا.
- سراج المعراج: تفسیر آیات قرآنی مربوط به معراج و حل مسایل مربوط به آن.
- تفسیر سوره واقعه: تفسیر سوره واقعه، بخش مهمی از آن در ماهنامه «المرشد» در بغداد منتشر شده است.
- رساله ذوالقرنین: حل مسایل و بررسی آیات  قرآنی مربوط به داستان ذوالقرنین.
- سد یأجوج و ماجوج: حل مسایل و بررسی آیات  قرآنی مربوط به داستان یأجوج و مأجوج.
- الجامعة الاسلامية و العقائـد القرآنيـة: در اثبات اصول پنج‌گانه اسلام شیعی با استفاده از آیات قرآن.
- التفسير اليسير لسورة الفاتحة و جزأي تبارك و عـم مـن كتـاب العلـي القدير
- سر تشابه القرآن
- المعجزه الخالدة

### کلام و فلسفه
- الانتقاد حول تصحیح الاعتقاد: بخشی از آن در مجله «المرشد» منتشر شده است ولی ناتمام است.
- المعارف العالیه للمدارس العراقیه: کتاب درسی برای مدارس عراق شامل موضوعات دینی، علمی و فلسفی که تنها جلد اول آن منتشر شده است.
- دین البشر فی الطریقه الصالحه لسیرالانسان
- الروحیات : با نام «الکتاب المفتوح الی عوالم الروح» نیز شناخته می‌شود.
- الامامه و الامه
- الفارق فی فرق الاسلام
- مواهب المشاهد فی واجبات العقاید: منظومه‌ای در علم کلام.
- نظم العقاید: خلاصه کتاب «مواهب المشاهد فی واجبات العقاید» ذکر شده در بالا.
- توحید اهل التوحید: این کتاب اصول عقاید اسلامی را تنها با آیات قرآن و ادله عقلی اثبات می‌کند.
- فيض الباري او اصلاح منظومة السبزواري و هي اصول الفلسـفه العاليـة: کتابی در تهذیب شرح منظومه اثر ملا هادی سبزواری.
- القوت و الملکوت: در اثبات توحید.
- الجبر و الاختیار
- الشیعه و الناصبیه
- تعالیقه علی النکت الاعتقادیه: توضیحاتی بر کتاب «نکت الاعتقادیه» اثر شیخ مفید که توسط مکتبه مرتضویه در تهران منتشر شده است.
- ذکری الصوفیه: منظومه‌ای در رد تصوف.
- حلول الحلول: در رد تصوف.
- المرجانية في تلخيص المنظومـة الاعتقاديـة
- فلســفه الاستكمال و اصولها
- حديث مع الدعاة البروتسـتانيين
- الـرد علـي البابيه
- الغالية في رد المغاليـة

### فقه و اصول
- فیض الساحل و اجوبة مسائل اهل السواحل
- تحریم نقل الجنائز المتغیره: رساله‌ای است اصلاح شده که چندین بار به چاپ رسیده است. سید عبدالحسین شرف‌الدین عاملی کتاب «بغیة الفائز فی جواز نقل الجنائز» را در رد این کتاب نوشته است.
- یاقوت النحر فی میقات البحر
- کتاب فی احکام اهل الکتاب
- حکمه الاحکام: در مورد فلسفه تشریع و هنوز ناتمام است.
- حریه الفکر بالاجتهاد: که ناتمام است.
- التکتف و الاسبال
- دلیل القضاه: دو جلد است.
- حكومة الحق: درباره قوانین حکمت اروپایی و احکام اجتماعی آنان و تطبیق آن با مظاهر دین اسلام.
- الفیاض حواش علی الریاض: که هنوز مدون نشده است.
- فقه حی: که ناتمام است.
- رساله‌ای در صوم
- رساله فی وجوب صلاه الجمعه
- الزواج الموقت
- وقایه المحصول فی شرح کفایه الاصول: شامل سخنرانی‌های درسی و تقریرات آخوند خراسانی.
- الوقـوف علـي احكـام الاوقاف
- منهاج الحاج او مناسك آل محمد
- اصـفي المشـارب في حكم حلق اللحية و تطويـل الشـارب
- التنبه في تحريم التشبه
- قاب قوسين في الصلوة عنـد القطبـين
- فتح البـاب لتقبيـل الاعتـاب
- الحج المخطر، جواب السائلين عن الحج فـي سـلطة الوهـابيين
- راهنمای يهود و نصارا: يا بيبلها

### تاریخ
- سیره خیره البشر: در بیان تاریخ پیامبر اسلام محمد بن عبدالله به شیوه‌ای خاص که خواننده را به این نتیجه می‌رساند که به حق بودن رسالت محمد اعتراف کند.
- کتاب امیرالمؤمنین علی (ع): در بیان تاریخ و مناقب علی بن ابی‌طالب.
- نهضة الحسین (ع): در بیان تاریخ حسین بن علی. چاپ اول آن در سال ۱۳۴۵ قمری منتشر شده و از آن زمان تاکنون بارها تجدید چاپ شده است. این کتاب به انگلیسی و فارسی نیز ترجمه شده است. نسخه فارسی آن «عظمت حسین» نام دارد که توسط علیرضا حکیم خسروی به فارسی برگردانده شده است.
- مختصـر نهضة الحسين: خلاصه کتاب «نهضة الحسین (ع)» ذکر شده در بالا.
- المصنوع فی نقد اکتفاء القنوع بما هو مطبوع
- الخیبه فی الشعیبیه: که به ترکی نیز ترجمه شده است.
- کتاب زید الشهید
- التمهيـد فـي زيـد الشهيد
- ثقاة الروات
- الروایة
- سلاله السادات: که ناتمام است.
- سلالة السادات في انساب البيوت الشهيرة من العترة الطاهرة
- الشمعه فی حال ذی الدمعه
- ترجمه جابر بن حیان الصوفی الکیمیاوی: در ۱۳۴۳ قمری بخشی از آن در ماهنامه «اصلاح» در بغداد به چاپ رسیده است.
- طی العوالم فی احوال شیخ الملا کاظم: بخش مهمی از آن در ماهنامه «العلم» در سال ۱۳۲۹ قمری به چاپ رسیده است.
- ذوی المعالی فی ذریه ابی المعالی
- صدف اللئـالي فـي شجره ابي المعالي
- النوبختیه: در بیان تاریخ خاندان «نوبختی».
- الايلاقيـه
- سلسلة الذهب: در بیان تاریخ خاندان «شهرستانی».

### ریاضی و نجوم
- الهیئه و الاسلام: به زبان عربی و در تطبیق علوم جدید نجوم با ظواهر احکام اسلامی، منتشر شده در بغداد، ترجمه فارسی آن در نجف منتشر شده است.
- فذلکه المحاسب
- فیصل الدلائل: پاسخ پرسش‌هایی است که فیصل، پسر پادشاه مسقط و امام عمان از سید هبةالدین شهرستانی کرده‌اند.
- اداء الفرض فی سکون الارض
- مواقع النجوم فی تحقیق السماء الدنیا و الرجوم
- نقض الفرض فی اثبات حرکه الارض
- زینه الکواکب فی هیئت الافلاک و الثواقب: که بخشی از آن در سال اول ماهنامه «العلم» منتشر شده و هنوز ناتمام مانده است.
- الوافي الكـاف يـا شـرح جبـل قـاف: در بیان تاریخ کوه قاف که توسط دفتر مجله «المرشد» در بغداد منتشر شده است.
- الشـريعة و الطبيعة: که علوم طبیعیات آن دوره را با مظاهر احکام اسلام تطبیق می‌دهد.

### علوم ادبی
- رواشح الفیوض فی علم العروض: که در سال ۱۳۳۴ قمری همراه با کتاب «مواهب المشاهد فی واجبات العقاید» در یک جلد در تهران منتشر شده است.
- تحوّل العجمه و العروبه: در بررسی لغات فارسی به کار رفته در زبان عربی و همچنین لغات عربی به کار رفته در زبان فارسی.
- مجموعه‌ای شامل رساله‌های:
  - رساله عقد الحباب: منظومه‌ای در توصیف مردم عرب.
  - الدر و المرجان: منظومه‌ای در علم بیان و معانی.
  - رساله الاوراق فی الاشتقاق
  - رساله السر العجیب فی تلخیص منطق التهذیب
  - رساله قلاده النهور فی اوزان البحور
  - نتیجه المنطق: به زبان فارسی.
  - متون الفنون
  - نادره الازمان فی دلاله الفعل علی الزمان

### سایر
- فغان اسلام: در هند نوشته شده و در سال ۱۳۳۱ قمری منتشر شده است.
- اضرار التدخین: در سال ۱۳۴۳ قمری در بغداد منتشر شده است.
- اضـرار التدخين يا شرب الـدخان فـي نظـر الطـب والـدين
- فضایل الفرس: در بیان فضایل مردمان ایرانی‌تبار.
- الفراید: که چندین جلد است.
- المنابر: کتابی فارسی برای راهنمایی واعظان.
- جداول الرواية
- انیس الجلیس: هنوز ناتمام است.
- انيس الجليس في المنتخب من كـل موضـوع نفـيس
- ما هو نهج البلاغه: در سال ۱۳۵۲ قمری توسط مجله «العرفان» در سوریه - صیدا منتشر شده است. این کتاب توسط سید عباس میرزاده اهری به فارسی ترجمه و در روزنامه دینی «ندای حق» و سپس بارها با عنوان «نهج البلاغه چیست؟» با مقدمه علی دوانی منتشر شده است.
- حل المشاکل: در حل هزار مساله علمی و ادبی.
- الفوايد
- مسیح الانجیل أو مسیح القرآن: در رد باورهای مسیحیان راجع به عیسی.
- اسلام برهمی: این کتاب در مورد گرویدن به اسلام یک مهندس هندی است که در نتیجه مباحثه با نویسنده به اسلام گرویده است. بخشی از این مباحثه در سال اول مجله «المرشد» منتشر شده است.
- قصاری الکلم فی قصاری الحکم
- قصار الحكم في قصار الكلم
- الباقیات الصالحات
- المناط فی شرف الاسباط
- منهاج الحاج: در بغداد به چاپ رسیده است.
- نور الناظر فی علم المرایا و المناظر
- فلسفة هبـةالـدين
- طب الضعفاء
- الخطابه
- الهادی الی المهدی (ع)
- الشيعة الناجية
- التذکره لآل محمد الخیره
- المجامیع الاثنی عشر
- جبل قاف
- الدلایل و المسائل: که پنج جلد آن منتشر شده است و گویا به بیست جلد می‌رسیده است.
- نتائج التحصيل
- سـبايك الافهـام
- المجاميع البغدادية
- زیور المسلمین: به زبان‌های عربی و فارسی منتشر شده که در ایران با نام «ادعیه القرآن» به چاپ رسیده است و اخیراً به عنوان بخشی از کتاب‌های دعا و نیایش قرآنی توسط انتشارات جامعه مدرسین حوزه علمیه قم تجدید چاپ شده است.
- زبـور المسلمين، در ادعية قرآن كريم
- الدخانیه: در مورد مصرف دخانیات حین روزه‌داری.
- التنبیه: در نکوهش شبیه شدن به کفار که در سال ۱۳۴۰ قمری در بغداد منتشر شده است.
- اسغی المشارب: در مورد احکام تراشیدن یا گذاشتن سبیل.
- التفتیش: رساله‌ای است فارسی در مورد ضررهای تراشیدن ریش که در نجف در سال ۱۳۴۰ قمری و در تبریز در سال ۱۳۴۲ قمری منتشر شده و «میرزا ابوتراب هدایی» نیز آن را به نظم درآورده است.
- خطب فی الجهاد و الاتحاد
- السـاعة الزواليـه
- جنة الماوي في الارشاد الي التقوي
- تنزيه التنزيل من التغيير و التبديل
- وظـايف زنـان
- الجان و الجن
- الرويد
- مـنهج السلف في تفريق المختلف و المؤتلف
- ترجمه رساله غديريه
- سراج المنبر
- حل المشکلات
- التوت و الملکوت
- التذکرة فی احیاء مجد العترة
- الامة و الائمة فی طریق تعیین خلفاء النبی
- التنبیه فی تحریم النشبیة بین الرجال و النساء

### مقاله‌ها
- أسرار الثورة أو خواطر ساعة
- أشعار القرآن بتحرك الأرض
- إظهار الوصي تحرك الأرض
- إلي من يريد الاشياء محسوسة
- البراهين علي تجرد الـنفس
- تصريح الدين بكثرة أقمار السـماء
- تفسير القرآن الحكيم: تفسير سوره الواقعة بقلم العلامة السيد هبـةالدين الشهرستاني دام ظلـه
- تنازع الروحية و الماديـة
- ثقات الرواة: السيد هبة الحسيني الشهرستاني (۱۳۰۱-۱۳۸۶ه)
- الحسين.. الوثبة الموقظـة
- الدلائل و المسائل
- رمضان رمز تقريب القلوب و تأليف الشعوب

## سال‌های بیماری
سید هبةالدین شهرستانی در حدود چهل سالگی (یعنی در سال ۱۳۴۲ قمری) دچار بیماری چشم و کاهش بینایی شد. او چندین سال مبتلا به درد چشم بود و برای معالجه به سوریه رفت، اما درمان‌ها برایش فایده‌ای نداشت. عمل جراحی در سال ۱۳۴۵ قمری و بستری شدن در بيمارستان دمشق نتيجه نداد و تا پايان عمر نابينا ماند. بعد از آن، هر روز كتاب‌های مورد نیاز را برایش می‌خواندند و به عادت معمول مقاله یا كتاب می‌نوشت. سید هبةالدین شهرستانی حدود نیم قرن با عارضه کم‌بینایی و نابینایی زندگی کرد. مهم این است که این عارضه مانع از ادامه کار او حتی تالیف کتاب‌ها و مدیریت نشریات نشد، بلکه فعالیت‌های وی نیز در این دوره گسترش یافت.

## وفات
سید هبةالدین شهرستانی در شب دوشنبه بیست و ششم شوال ۱۳۸۶ قمری در سن ۸۵ سالگی درگذشت و در حرم کاظمین به خاك سپرده شد. به احترام وی در نجف، کربلا، بغداد، ایران و سایر کشورهای اسلامی مراسم ترحیم برگزار شد.

## همایش بزرگداشت
همایش بزرگداشت سید هبةالدین شهرستانی توسط دانشگاه کوفه و کالج اسلامی لندن در روزهای چهارشنبه و پنجشنبه ۱۱ و ۱۲ فروردین ۱۳۸۹ (۳۱ مارس ۲۰۱۰ و ۱ آوریل ۲۰۱۰) در دانشکده ادبیات دانشگاه کوفه برگزار شد. در این همایش ده‌ها مقاله توسط اساتید این دانشگاه و تعدادی از میهمانان ارائه شد. کتاب «السید هبةالدین الحسینی الشهرستانی، حیاته و نشاطه العلمی و الاجتماعی (۱۳۰۱ - ۱۳۸۶ق)» به سفارش مؤسسه کتابشناسی شیعه و به کوشش سید عبدالستار الحسنی البغدادی نیز در این همایش رونمایی شد. این کتاب مفصل‌ترین اثر زندگینامه‌ای در مورد سید هبةالدین شهرستانی است.